# Францезе, Дэниел
Дэ́ниел Франце́зе (англ. Daniel Franzese; род. 9 мая 1978, Бруклин, Нью-Йорк, США) — американский актёр, стендап-комик и общественный деятель. Приобрёл широкую известность, снявшись в фильмах «Садист» (2001) Ларри Кларка и «Дрянные девчонки» (2005) Марка Уотерса. Автор нескольких комедийных шоу, таких как «Джерси Шорсикал. Рок-опера фриков» (2011) и «Я никогда не делал деньги на беспорядке» (2013).
После признания в гомосексуальной ориентации в 2014 году, стал активно выступать за права ЛГБТ людей в гражданском обществе. В том же году в сериале «В поиске» сыграл ВИЧ-позитивного персонажа Эдди и начал кампанию по поддержке борьбы с ВИЧ/СПИДом в США. В 2015 году стал послом Фонда СПИДа имени Элизабет Тейлор.

## Биография
Родился в районе Бенсонхерст в Бруклине 9 мая 1978 года в семье Ральфа и Дениз Францезе. Его отец был лаунж-певцом в отеле, мать — поваром в школьной столовой. В 1992—1996 годах учился в средней школе Пайпер в Санрайзе, в штате Флорида.
Дэниел Францезе — открытый гомосексуал. 22 апреля 2014 года совершил каминг-аут. В 2016 году актёр сделал предложение своему партнёру, стилисту Джозефу Брэдли Филлипсу, с которым уже состоял в отношениях в течение двух лет. Их помолвка была официально расторгнута в июне 2018 года.

### Актёрская карьера
За короткий период Францезе успел сыграть во многих картинах, таких, как «Садист» (2001), «Монстр вечеринки» (2003), «Дрянные девчонки» (2004), «Война миров» (2005) и «Бристольские мальчики» (2006). Он был приглашенным гостем в нескольких телевизионных сериалах, включая «Возвращение», «C.S.I.: Место преступления», «Срочное уведомление», «Мастера вечеринок» и веб-сериале «Гурманы». В 2010 году он сыграл главную роль в фильме «Я плюю на ваши могилы» режиссёра Стивена Монро.
В 2015 году актёр получил роль ВИЧ-позитивного гомосексуала Эдди в сериале «В поиске» на канале Эйч-би-оу. В 2016 году он сыграл роль Верна Теставерде в сериале «Путь к выздоровлению» на канале Эй-би-си Фэмили. В 2016 — начале 2017 года сыграл роль Джексона Моррисона в юридической драме «Приговор» на канале Эй-би-си.
Францезе — автор и исполнитель ряда комедийных постановок, в том числе шоу одного актёра «Я никогда не делал деньги на беспорядке», премьера которого состоялась в Нью-Йорке в 2013 году на сцене Театра игроков и рок-оперы 2011 года «Джерси Шорсикал. Рок-опера фриков», премьера которой прошла в Нью-Йорке на Фестивале каймы (англ. The Fringe Festival) перед показом в Лос-Анджелесе на сцене театра Хейворт. Он также является известным в США стендап-комиком, и выступал на сценах таких клубов, как «Стендап Лайв» в Финиксе и «Камеди Стор» в Голливуде.
Актёр была приглашенным участником комедийного игрового шоу канала Лого Ти-ви «Гей для игры с участием Ру Пола» и был ведущим комедийного скетч-шоу «Гей шутит» также на канале Лого Ти-ви.

### Выставочная деятельность
12 октября 2007 года Францезе выступил куратором выставки под названием «Хэллоуин», носившей мульти-артистический характер. 25 апреля 2008 года в галерее «Мир чудесной витрины» в Лос-Анджелесе он провёл выставку под названием «Покойник». На ней были представлены произведения искусства, авторы которых при создании вдохновлялись личностями известных деятелей культуры и политики, умершими преждевременно: от Мэрилин Монро, Джуди Гарлэнд, Джеймса Дина и Анны Николь Смит до Авраама Линкольна и Мартина Лютера Кинга. Выставка включала работы Кита Харинга, Изабеллы Блоу, Рона Инглиша, Кейта Райдена и Джессики Адамс. 17 июля 2009 года в галерее «Ройял» Францезе открыл выставку «Крестоносцы и злопыхатели», экспонатами которой были работы художников со всего мира, изображавшие супергероев и злодеев в поп-культуре.

### Общественная деятельность
После каминг-аута в открытом письме 2014 года, в котором актёр восхищался смелостью сыгранного им персонажа Дэмиена в фильме «Дрянные девчонки», и ставил его поведение в пример всем гомосексуальным подросткам, Францезе стал одним из активных членов ЛГБТ-сообщества. В 2015 году, после того, как он стал официальным послом Фонда СПИДа имени Элизабет Тейлор, ГЛААД пригласил его к участию в гала-концерте в Сан-Франциско. От имени ГЛААД актёр представил каналу MSNBC сборник драматических произведений по ВИЧ/СПИД тематике. Его репутация СПИД-активиста возросла после того, как он сыграл роль ВИЧ-позитивного гомосексуала Эдди в сериале «В поиске» на канале Эйч-би-оу. Актёр много усилий тратит на просветительскую деятельность, направленную на дестигматизацию людей с диагнозом ВИЧ/СПИД. Он участвует на специальных мероприятиях, работает с прессой, выступает в студенческих городках. Францезе также является послом юридической фирмы Лямбда Легал и содействует изменению законодательства в сторону защиты прав людей с ВИЧ/СПИДом.